# 歌謡曲
歌謡曲（かようきょく）は、日本のポピュラー音楽、流行歌のジャンルの一つ。その中でも昭和期に発表された楽曲群は昭和歌謡とも呼ばれる
。

## 概要
『三省堂国語辞典』編集委員・飯間浩明は「国語辞書の語釈のうち、音楽に関する説明に違和感をもつことがよくあります。特に、ポピュラー・ミュージックについては十分でない記述が多いと感じます。辞書の編纂者の趣味が、現代音楽の傾向と必ずしも合わないためもあるかもしれません」と述べているが、平凡社『改訂新版 世界大百科事典』では「〈歌謡〉は日本古来の歌を意味し、明治期に西欧の芸術歌曲を〈歌謡曲〉と呼んで新時代の歌を区別した。それが現在のように大衆歌曲を意味するようになったのは、昭和のはじめからで、JOAK（現在のNHK）が1933年（昭和8年）に、それまで〈流行歌〉〈はやり歌〉と呼ばれていた大衆歌曲の放送にあたって、はやるかはやらないかわからない歌を〈はやり歌〉とするのは適当でないし、レコード会社の宣伝とならないことを考慮して〈歌謡曲〉の名で放送したことによる。それまでも〈歌謡曲〉の言葉の使用はあったが、一気に〈歌謡曲〉の言葉が普及したのはこの時からで、それまで〈流行歌〉は低俗な音楽とみなされていたため、その名称を放送ではなるべく使いたくなかったという理由が実際のところとされる。JOAKは日本人の作曲した「流行歌」にもこの名称を転用し、以来、大衆音楽の種目名となった。〈歌謡〉という言葉は、言葉と音楽が結びついた表現形式の総称を差し、和歌や催馬楽、今様などの古代歌謡、中世の平曲や小唄、近世の三味線音楽や筝曲など、厖大な種目が含まれる。その延長で近代に生まれた〈大衆的歌謡〉〈流行歌謡〉の意味で〈歌謡曲〉と名付けたと見られる。なかにし礼は「歌謡曲＝流行歌」「昭和の流行歌＝歌謡曲」「歌謡曲とは詩・曲・歌い手の三つを一セットとし、ヒット（流行）を狙って売り出される商業的楽曲」「歌謡曲は昭和で終焉した」「歌謡曲とは昭和という時代にしか存在しえないもの、特殊昭和的現象」などと定義付けており、なかにし理論でいけば「昭和歌謡」の表現は矛盾する言い方となる。
古典的な歌謡曲は「演歌」あるいは「艶歌」である。演歌は本来〈演説の歌〉という意味で、明治期の自由民権運動の産物であった。演説が禁止されたことから歌によって主義主張を唱えたことにはじまるが、大正期に入って、その思想性が薄れ、大衆歌曲を意味するようになった。1960年代以降に歌謡曲から派生した今日「演歌」と呼ばれるジャンルは〈演説の歌〉の後継ではない。本来の「歌謡曲」はあくまで西洋音楽の日本における派生形である。明治時代に、ヨーロッパやアメリカ合衆国などから日本に入ってきた欧米の芸術歌曲を「歌謡曲」と呼び、「新時代の歌」という意味で用いた。

## 範囲
「歌謡曲」という言葉は多くの辞典・事典などで記載があり、基本的には大体同じ説明ながら、歌謡曲の"範囲"に関していえば、歌謡曲に「フォークソング」「ニューミュージック」「ロック」等が含まれるかが、時代や論者で異なる。但し「ニューミュージック」という言葉は「新しい音楽」という意味であるので、「新しい音楽」に対する「古くさい音楽」は「歌謡曲」が含まれるのは明らかのため、「歌謡曲」に「ニューミュージック」を含むのはおかしいということになる。前述の飯間浩明が述べているようにカテゴリー分けは編者の趣味である。なかにし礼は「歌謡曲とはヒット（流行）を狙って売り出される商業的な歌曲、この条件を満たすかぎり、ポップス調でも日本調（演歌）でも、都会的でも民謡風でも、アイドル歌謡でもフォーク系でも、曲種は何でもよい。逆に言えば、そういう多様なジャンルの曲をすべて包含しているのが歌謡曲＝流行歌なのである」などと論じている。「昭和歌謡」と限定した場合は、昭和期にレコード・CDでリリースされたアイドル歌謡など歌謡曲、演歌、洋楽カバーポップス、ムード歌謡、グループ・サウンズ、フォーク、ニューミュージック、ロック、テクノポップ、シティ・ポップ、ディスコサウンド、アニソンなど、日本の歌つきのポピュラー音楽、流行歌全てを含むことが多い。「J-POP」は平成に入って語られるようになった言葉とされるため、「昭和歌謡」と限定した場合は「J-POP」は含まれないはずだが、実際は令和世代の人たちにとっては「昭和歌謡」「J-POP」は区別されない、というより気にしてない。
服部良一は『現代用語の基礎知識』（1972年版）「軽音楽用語の解説」の中で「音楽は、時代の流れに伴って発展する。特にポピュラー音楽の世界においては、この現象が著しい。以前には、クラシック音楽とポピュラー・ミュージックの間には、かなり厳然たる垣が存在していたが、今日ではこの区別は不明確になりつつある（中略）特に日本人は、あらゆる音楽の形態を好む多趣味の性格が、ラジオ、テレビ、レコードなどのマスコミの攻撃にあおられて、日本特有の歌謡曲（演歌、民謡なども）から、世界各国の最新ヒット・ソングに至るまで、心から楽しんでいるのが現状である」などと書いている。服部は民謡も歌謡曲に含んでいる。1977年『ニューミュージック白書』（エイプリル・ミュージック）では「大正時代以来、この国のメンタリティーを底辺から支えてきた歌謡曲–演歌の伝統に対して、ニューミュージックはどういう作用をもたらしたのか」などと「歌謡曲–演歌」と「ニューミュージック」を分けている。前掲の『日本大百科全書 ニッポニカ』には「第一次オイルショック（1973年）を境に歌謡曲は演歌とニューミュージックに二分された」と書かれている。平凡社『改訂新版 世界大百科事典』では、フォーク、グループ・サウンズ、ニューミュージックを歌謡曲に含んでいる。1980年代に刊行された『日本大百科全書 ニッポニカ』（小学館）には「J-POP」は「歌謡曲、ニューミュージック、ポップス、ロックといった、それまでのジャンルが区分崩壊したあとの1990年代以降の日本のポピュラー音楽の総称。演歌や童謡、ジャズやクラシックを除いた、英米ポップスの様式的特徴を持つものがそのジャンルの中核に位置する」などと書かれている。多くの書籍で「歌謡曲」には含まれることが多い「演歌」は、「J-POP」では外される。1992年『STUDIO VOICE』（流行通信）「特集 歌謡曲の神話 ベストテン時代へのレクイエム」では49頁にも亘る歌謡曲の特集が組まれ、この中では演歌やニューミュージック、ポップス、ロックも歌謡曲に含んでいた。「1970年代に歌謡曲がフォーク、ロックを取り込んだ」とする論調や「J-POP」に「歌謡曲」「フォークソング」「ニューミュージック」「ロック」を含むケースもある。流行の時代背景から愛好者の層が重なるため、演歌とともに昭和歌謡やそれ風の楽曲群を包摂的に扱う「演歌・歌謡曲」と呼ばれるジャンルも存在する。スージー鈴木は、著書『1984年の歌謡曲』で「70年代から始まった『歌謡曲とニューミュージックの対立』は、『歌謡曲とニューミュージックの融合』に置き換えられた。『ニューミュージック』は『シティポップ』の時代を経由し、『J-POP』に昇華されていく」と「歌謡曲」と「ニューミュージック」「シティポップ」「J-POP」は近い関係ながら別々に論じている。日本のポピュラー音楽は、昔から海外で流行するジャンルの要素を取り入れることで発展してきたという歴史があるため、日本の各ポピュラー音楽のジャンルの境界線は、どれも曖昧という特徴を持つ。
吉田拓郎ら、1970年代に入って抬頭したシンガーソングライターは、自分たちフォークやロック、ニューミュージック系の自作自演のアーティストを「こっち側」、レコード会社専属の職業作家（作詞・作曲家）、歌手の分業体制により作られた歌謡曲を「あっち側」と呼び、歌謡曲に対して異常な敵対心を燃やした。吉田拓郎と筒美京平が接近遭遇したときには、周りの心臓が10分くらい止まりそうになったといわれる。拓郎の弟子原田真二は「歌謡曲って独特のニオイがあるでしょう。最高にイヤ」と"トンデモ発言"をしたことがある。拓郎がやったテレビ出演の拒否、全国コンサートツアー、大規模野外フェスの実施、レコード会社設立といったものは、歌謡曲がやらないことをやり、歌謡曲との対立構造を明確にし、歌謡曲から自分たちの覇権を奪うための闘いだった。特にそれまでレコード会社や芸能プロダクションしか知らなかった一つの楽曲から派生する出版権や原盤権といった「権利ビジネス」を知った拓郎たちは、それまで「あっち側」から搾取されていた「権利ビジネス」を自分たちの手に取り戻そうとした。70年代半ばに既存の芸能界が気づいた時には既に、全く新しい"もう一つの芸能界"が日本の音楽業界に確立されていた。その象徴的トピックが1975年のフォーライフ・レコードの設立だったのである。

## 歴史

### 誕生
明治から大正期にかけて、江戸時代から受け継がれた清元、長唄などに対し、都会で改変や新作された大衆歌曲を「俗謡」と呼び、その中で特に流行したものは「はやりうた」と呼ばれた。明治中期に西洋音楽の普及を進める政府は、西洋音階と日本の音階を折衷した唱歌教育をすすめた。唱歌調の音階は軍歌や学生歌などの形で普及し、はやりうたを圧倒した。大正3年（1914年）、「カチューシャの唄」（作詞：島村抱月・相馬御風、作曲：中山晋平、歌：松井須磨子）が大流行し、それ以後、唱歌調の歌曲ははやりうたの言い換えとして「流行歌」と呼ばれるようになった。
日本のポピュラー音楽を指す呼び名としての「歌謡曲」の命名者は、NHKで邦楽番組を担当していた町田嘉章という説と、大正11年（1922年）から大正14年（1925年）まで存在したレコード会社の東亜蓄音器という説がある。
大正12年（1923年）2月、東亜蓄音器（ハト印）の総目録に「歌謡曲」という言葉が現れているが、このときは、宮城道雄による創作箏曲に対して用いられていた（日本蓄音器商会では「新日本音楽」とされた）。
昭和2年（1927年）、NHKの『新日本音楽』で、新作の琴唄や三弦歌謡を「歌謡曲」として放送する。同年5月に松尾芭蕉の「古池や蛙飛びこむ水の音」などに町田嘉章が作曲し「新歌謡曲」として放送し、同年9月には西條八十の詞に町田が作曲した「夜ふけてうたへる」を「新」のない「歌謡曲」として放送した。
当初「歌謡曲」は邦楽（純邦楽）系の作曲家や演奏者の作品を指していたが、次第に対象範囲を拡大し、昭和8年（1933年）から9年（1934年）頃からは日本のポピュラー音楽全般を指す用語として用いられるようになる。
これによって「歌謡曲」は西欧の歌曲という限定的な意味だけでなく、日本のポピュラー音楽全般のうち歌詞のあるものの総称として用いられるようになる。

### 昭和モダン期
1930年代、関東大震災の復興とともに東京の近代化が一気に進み、洋風の近代市民層が形成されると、モダンな都会文化を歌いこんだ都会賛美調の歌謡曲が流行した（「東京行進曲」、「銀座の柳」など）。対して、観光客誘致の目的から「ご当地ソング」の走りとなる、旅情を誘う歌謡曲・新民謡が多数リリースされ（「波浮の港」、「茶切節」など）、時として観光ブームへとつながった。
日本の勢力が海外で拡大するとともに「酋長の娘」や「上海リル」といった、それぞれの土地の娘を賛美する、異国情緒を明るく歌いこんだ歌謡曲が作られヒットした。

### 国民歌謡、戦時歌謡
918事変後日本が戦争に邁進し軍国主義が台頭するようになると、流行歌の「健全化」が図られ『国民歌謡』が登場する。「歌謡曲」を日本のポピュラー音楽を指し示す一般的な用語にしたのはこの番組とされる。『国民歌謡』は、それまで流行歌と呼ばれていた大衆歌曲を放送する際に、「はやるかはやらないか分からない歌を〈はやり歌〉とするのは適当でない」として「歌謡曲」として放送した。当時、レコード販売によって流行を生み出すという「流行歌」の手法は風紀上問題視されることもあり、このラジオ放送では公共に広めるべき音楽の追求という目的があったとされる。
さらに国民歌謡は当初の目的を超えて軍国化し、戦時中の音楽は戦時歌謡や軍国歌謡と呼ばれる。これらの戦中時代の楽曲についてはタブー視される傾向が強い。戦後、番組は『ラジオ歌謡』として再開する。しかし、戦後の歌謡曲の流行においてはNHKの歌の系譜が軽視される傾向があるが、その理由について藍川由美は「NHKが戦後、戦時中の音楽をタブー視し、『國民歌謠』から『國民合唱』の歴史を回顧しようとしないことが大きい」と述べている。

### 1945年から1960年代前半
戦後になると、ラテン・ハワイアン・ジャズなどの洋楽的要素を取り入れて、大人の雰囲気を漂わせたような、フランク永井や石原裕次郎らが唄うムード歌謡が一世を風靡した。
1950年代後半、歌謡曲のジャンルの多様化はますます進行。ザ・ピーナッツの『可愛い花』（1959年）が多ジャンル化の契機とされている。この曲は日本における本格的なポップ・ミュージック曲として話題となり、日本の歌手が歌唱するポップス曲は「和製ポップス」とも呼ばれるようになった（ただし日本でのポップ・ミュージック曲そのものは戦前にもあった）。
1960年代に入るとカラーテレビに媒体が変わり、テレビにおけるプロモーションを重視したテレビ歌謡が発展していくことになる。

### 1960年代後半から1970年代前半：全盛期
1960年代中頃にキングトーンズや弘田三枝子らによって和製リズム・アンド・ブルースという新たなジャンルも歌われるようになり、歌謡曲のジャンルの多様化も本格化した。ザ・テンプターズ、ザ・タイガースらのグループ・サウンズも大ブームとなった。筒美京平を始めとする、川口真や平尾昌晃、馬飼野康二に三木たかしらの優れた作曲家や、作詞家では阿久悠を筆頭に、千家和也・なかにし礼・山上路夫・有馬三恵子・安井かずみらがヒット曲を連発し、歌謡曲は黄金時代を迎える。フォークの岡林信康、高石友也、吉田拓郎らも若者から支持された。「洋楽のビートを取り入れながらも歌謡曲度が80％以上の音楽」はビート歌謡と呼ばれた。
1970年代に入ると、フォーク歌手やロック・グループなど、テレビ出演しない歌手も登場した。

### 1970年代から1980年代：三つの時代
なかにし礼は、1970年代から1980年代までは「ニューミュージックとシンガーソングライターの時代」「歌謡曲の黄金時代」「アイドルの時代」の三つの時代、と論じている。

### 1970年代から1980年代：アイドル歌謡曲
1960年代からすでに存在していたアイドル歌謡（アイドル歌謡曲）も、引き続きヒットを出し続けた。『現代用語の基礎知識』（1986年版）では、アイドル歌謡は松田聖子・中森明菜などのアイドル歌手の音楽であると定義し、それ以前の「可愛い子ちゃん歌手」の時代からアイドル歌謡は存在していたものの、アイドル歌謡という一つのジャンルとして成立したのは1980年の山口百恵引退後以降の現象であるとしている。
今日続く歌謡曲歌手（アイドル歌手）の低年齢化は1970年代に入ってから顕著になった現象である。『週刊新潮』1972年11月18日号に「ブラウン管を占領するローティーン」という見出しで以下の記事が載る。「小柳ルミ子、南沙織、天地真理を筆頭にティーンエージの歌手がテレビを"占拠"している。オアトに続くのが、麻丘めぐみ、森昌子、郷ひろみなどの中学・高校生歌手。中にはローティーンも少なくない。このところ売上げ低迷のレコード界、ジャリタレ専門の小型ヒットでカタい稼ぎを、というわけだが、この"子供作戦"、確かに"効率"は悪くない。 歌手が中学生なら買手も小・中学生。『人気操作』も簡単な上に、歌手自身も安いギャラで動く…かくてブラウン管にハンランするのは、ジャリタレたちの、歌ともいえぬシロウトくさい甘い声…」などと書かれている。
1980年代においては、松田や中森のケースに見られるように、ニューミュージックやポップスのアーティストによる歌謡曲のプロデュースが一般的となった。元々シングル・マーケットを対象にしてきたアイドル歌手であったが、来生たかお、松任谷由実、大瀧詠一、細野晴臣ら、ニューミュージックの第一線を担うアーティストの楽曲の良さとアイドル歌手自身のタレント・キャラクターとの相乗効果により、アルバム・セールスでも1位、2位を獲得するようになるなど、歌謡曲対非歌謡曲という明確な図式も次第に無くなっていった。
- 山口百恵
- ピンクレディー
- キャンディーズ
- 中森明菜
- 松田聖子
- 沢田研二
- 郷ひろみ
- 小泉今日子
- 中山美穂
- 工藤静香

等は国民的人気を得た。

### 1970年代から1980年代：歌謡ロック
歌謡曲とロックやAORが融合した音楽も流行する。
- クリスタルキング『大都会』
- アン・ルイス『六本木心中』

等

### 1970年代後半から1980年代中盤

#### テクノ歌謡曲
1978年のピンク・レディーの『サウスポー』にシンセサイザーが使われ、同年にYMOが活動開始することでテクノ・ポップが日本で流行。その影響下でつくられた歌謡曲をテクノ歌謡とも呼ぶ。

#### ニューミュージックとシティ・ポップ
中産階級志向・フュージョン・AOR志向のニューミュージック並びにシティ・ポップは、歌謡界と一線を画してファンを拡大した。

### 1980年代末：昭和の終焉と音楽の多様化
1980年代末になるとアイドルブームはパワーを失っていき、ニューミュージック/ロック/ポップス/歌謡曲の差異も相対的に曖昧なものとなっていく。音楽ジャンルの差異が極小化し、自らがロックであると自己言及しさえすれば、何でもロックとして流通する「総ロック化の時代」となっていく。さらにバンドブームが1980年代末に到来したことも追い打ちをかけた。
1989年に昭和が終わるとともに昭和歌謡の歌姫である美空ひばりが逝去し、前後して人気の高かった歌謡番組「ザ・ベストテン」が終了するなどテレビ、ラジオ問わず歌謡ランキング番組や賞レース番組も相次いで終了した。
「歌謡曲は昭和で終焉した」と定義付けるなかにし礼は、その理由としてデジタルの普及を挙げ、制作コストが安く、扱いもレコードに比べて簡便なCDの普及で、若者がテレビの音楽番組など見なくなり、一人部屋に籠って自分の好きな音楽だけを聴くようになった、それまで家族で音楽番組を見ることによって保たれていた音楽の共有性が消滅した、こうして全国の誰もが知るヒット曲は減っていった、キズをつけないよう針を注意深く置いて、目を閉じて音楽が始まるのを待つ、レコードにあった儀式のようなものは、ポンと入れれば音が出るCDにはなく、一種のドライさは、以降のJ-POPの基調となるもの、CDの量産体制で早急さが求められ、作り手が一つひとつの作品に入魂、彫心鏤骨するといった作家としてのプロフェッショナル性が求められなくなった、私の歌づくりのモチベーションは確実に下がっていった、さまざまなジャンルの音楽を包含し、ヒットを狙って売り出される商業的歌曲という実態が消滅し、歌謡曲の時代は終わった、あとに残るのは、細分化された、狭いコミュニティの中でのみ熱狂を呼ぶ音楽である、などと述べている。

### 1990年代から2010年代前半：J-POPの時代
1992年初めにビーイングブームが発生し、歌番組における露出が控えめな歌手でも売上が伸びる現象が起き、従来の「歌謡曲」に代わって「J-POP」などの言葉が流布されるようになった。
平成の時代は歌謡曲的なものを切り離そうとしていた。J-POPと演歌という体制ができる中、歌謡曲・アイドル歌謡は埋没した存在となったが、J-POPでも一部歌謡曲調の楽曲が作られたり（例・青春アミーゴ）、歌謡曲のカバーを中心とした若者向け番組が放送されるなどして（例・坂崎幸之助のももいろフォーク村NEXT）、存続をはかった。

### 2010年代後半以降：再ブーム
2010年代後半から、1960年代から1980年代にかけての歌謡曲がYouTube、TikTokなどの動画共有サービスを通してシティポップが若者たちの間でブームとなり、その流れで昭和歌謡の再評価が起き、メディアで取り上げられる機会も増えた。音楽評論家の中将タカノリはこの現象について「メディアミックス、現代ポップスの複雑化の反動、海外での再評価……いろんな現象が同時に重なったことで今、あらためて昭和の楽曲にスポットがあたっている」と解説している。

## 評論
音楽学者の小泉文夫は1977年に発表した「歌謡曲の音階構造」において、四七抜き音階から二六抜き音階（エオリア短調）へ移行しつつあると指摘し、これを日本の伝統的音楽感覚、民謡音階の復活とみて、1970年代の歌謡曲における「ラドレミソラ」音階を「日本のうたの古層の出現」と評した。
この小泉の説に対して佐藤良明は、世界的にロック音楽が浸透した結果、さらにロック音楽のルーツにあるジャズやブルースなどの黒人音楽の影響のもとに二六抜き音階の出現があるとしており、たとえば美空ひばりの「真赤な太陽」（1967年）には、日本伝来の民謡よりむしろアメリカ音楽の影響が強く、民謡の再現というよりも、ロック音楽としてみなすべきだとした。

## 関連文献
- 菊池清麿『日本流行歌変遷史―歌謡曲の誕生からJ・ポップの時代へ』論創社、2008年4月1日。ISBN 978-4-8460-0464-4。
- 貴志俊彦『東アジア流行歌アワー―越境する音 交錯する音楽人』（岩波現代全書15）、岩波書店、2013年10月19日。ISBN 978-4-00-029115-6。
- 高護『歌謡曲―時代を彩った歌たち』岩波新書、2011年2月19日。ISBN 978-4-00-431295-6。
- 半田健人『たずねる　半田健人の歌謡曲対談集』本の雑誌社、2025年5月5日。ISBN 978-4-86011-603-3。[70][71]